# Ištarska domoljubna lista
Ištarska domoljubna lista (ara. : قائمة عشتار الوطنية) je politička lista asirskih, sirjačkih, aramejskih i kaldejskih stanovnika, formirana radi lokalnih izbora u Iraku 2009., za guverneratske skupštine. Zove se po drevnoj mezopotamskoj božici zaštitnici gradova Ninive i Arbele Ištar.
Najveća stranka na listi je Kaldejsko sirjačko asirsko narodno vijeće, stranka osnovana 2007., čiji protivnici tvrde da ju financijski podupire Kurdistanska demokratska stranka.
Na siječanjskim izborima 2009. za guverneratska vijeća, na listi su bili:
- Kaldejsko sirjačko asirsko narodno vijeće (CSAPC)
- Demokratska stranka Bet-Nahraina (BNDP)
- Kaldejski nacionalni kongres (CNC)
- Domoljubna unija Bet-Nahraina  (PUBN)
- Pokret Al-Suryanskog neovisnog okupljanja (SIGM)
- Značajne osobe Qaraqosha
- Kaldejsko kulturno društvo

List je osvojila pridržana asirska mjesta u dvama guverneratima, Bagdadskom i Ninawskom. Izabrani su Giwargis Esho Sada (BNDP) i Sa'ad Tanyos Jajji (SIGM).
Listu je podupro ministar Kurdistanske regionalne vlade Sarkis Aghajan Mamendo.